# Onoguros

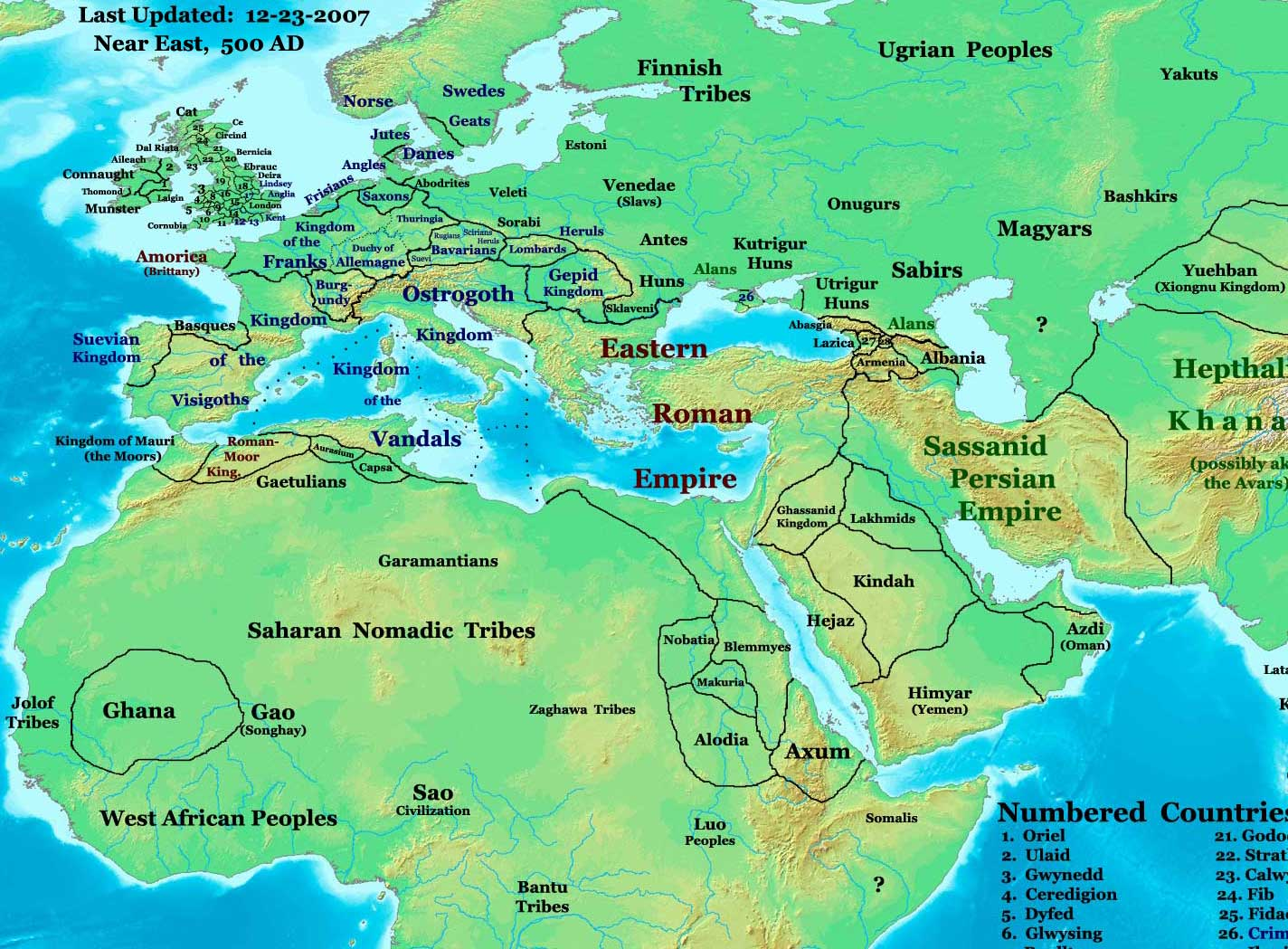
Las estepas pónticas hacia el año 500, en el que se pueden observar las localizaciones de los onoguros y sus vecinos.

Los Onoğurs u Oğurs (diez tribus) eran Turcos nómadas jinetes que florecieron en la estepa Póntico-Caspio  y la región del Volga entre los siglos 5 y  7, y hablaban lenguas Ogúricas.
Algunos autores señalan que estas poblaciones tienen su origen en las tribus Tiele occidentales que se mencionan en las fuentes chinas y de los cuales también se originaron los uigures y los oğuz. El historiador Prisco menciona que los onoguros y los saraguros se desplazaron hacia el oeste por la presión de los sabiros y entraron en contacto/conflicto con los hunos que regían al norte del Cáucaso y del mar Negro. Los hunos asimilaron a estas tribus oghúricas y posteriormente se dividieron en cutriguros y utiguros. Las fuentes griegas se refieren a todos estos con la denominación de búlgaros.
Hacia el año 560 fueron sometidos por los ávaros que llegaron desde las estepas orientales y fueron incorporados en la estructura tribal de estos.
Los onoguros se sacudieron la tutela de los ávaros hacia el 630 bajo el liderazgo de Kubrat, el cual aglutinó a las tribus protobúlgaras y estableció la Primitiva Gran Bulgaria, también llamada Onoguria.

## Etimología
Se especula que la palabra On significa «diez» y Ok significa «flecha» en turco moderno. On Ok («diez flechas») es la forma plural turca moderna. Similarmente, On-Ogur en turco antiguo podría significar «diez flechas» o «diez tribus».
De forma similar, se explica que del primitivo On Oğuz (Oghuz) la «z» se transformó en «r» según los investigadores lingüísticos.
Alternativamente se ha propuesto que Ono significa «huno» mientras el sufijo «gur» denota ser una tribu, nombre que podría tener el núcleo huno dentro de los búlgaros; esto está parcialmente sustentado en que historiadores como Jordanes en Getica llamaban a los onoguros como hunuguri, mientras Movses Kaghankatvatsi los llamaba honagur.